# Drimia pulchromarginata
Drimia pulchromarginata là một loài thực vật có hoa trong họ Măng tây. Loài này được J.C.Manning & Goldblatt mô tả khoa học đầu tiên năm 2007.